# André Plihal
André Plihal (18 de janeiro) é um apresentador, jornalista e repórter esportivo brasileiro.
Trabalha atualmente na ESPN Brasil, onde é apresentador dos programas "Resenha" e "Bola da Vez".
Participou de diversas coberturas internacionais, entre elas, 7 finais da UEFA Champions League, 4 Torneios de Grand Slam de Tênis, 4 Copas do Mundo e 5 Olimpíadas.
É torcedor do São Paulo FC.

## Biografia
Formou-se em Jornalismo pelas Fundação Armando Álvares Penteado (FAAP).
Começou sua carreira jornalística em 1995, como estagiário no Departamento de Esportes da Rádio Bandeirantes, e em 1997 foi para o recém-inaugurado Canal 21, onde fazia um programa diário de esportes, o "Jogo Aberto".
Pediu ajuda ao amigo André Kfouri e conseguiu uma entrevista com José Trajano, que era o diretor geral da ESPN Brasil. Em 1998, seguiu para o canal e desde então participou de várias grandes coberturas esportivas do canal.
Como escritor, André Plihal lançou em 2009 o livro "Maioridade Penal, 18 anos de Histórias Inéditas da Marca da Cal", em comemoração aos 18 anos de carreira do goleiro Rogério Ceni.
Plihal codirigiu, com Willy Biondani, e produção de Denise Gomes, o filme "Rogério Ceni 100 Gols", lançado diretamente em DVD pela BossaNova Films, em parceria com o diário Lance!.
Em 2011, venceu o Prêmio Ford-Aceesp na categoria "Repórter de TV por Assinatura".
Em 2012, em comemoração aos 20 anos da conquista do primeiro Mundial Interclubes do São Paulo FC, lança com o jogador Raí o livro "1992 – O mundo em três cores”, contando os bastidores e os momentos de superação daquela equipe.
Em 12 de dezembro de 2013, em parceria com outro goleiro do São Paulo – Zetti – lançou o seu terceiro livro: "1993 - Somos bicampeões do mundo", que conta a conquista do título mundial sobre o Milan, por 3 a 2.
Em 2016, substituí Rodrigo Rodrigues e passa a dividir a apresentação do programa "Resenha" com Juan Pablo Sorin, que deixa a apresentação em 2017, que passa a ser feita só por André.
Em 2018, codirigiu com Alexandre Boechat e Pedro Jorge o documentário "Onde a Moeda Cai em Pé - A História do São Paulo Futebol Clube".
Em 2019, passa a ser o apresentador do programa "Bola da Vez".

## Livros
- Maioridade Penal, 18 anos de Histórias Inéditas da Marca da Cal (2009)[17]
- 1992 – O mundo em três cores (Editora Panda Books - 2012)[18]
- 1993 - Somos bicampeões do mundo (Editora Panda Books - 2013)[19]

## Prêmios
| Ano  | Prêmio                                                                     | Categoria                     | Resultado | Ref.   |
| ---- | -------------------------------------------------------------------------- | ----------------------------- | --------- | ------ |
| 2008 | Troféu ACEESP (Associação dos Cronistas Esportivos do Estado de São Paulo) | Repórter de TV por assinatura | Venceu    | [ 20 ] |
| 2011 | Troféu ACEESP (Associação dos Cronistas Esportivos do Estado de São Paulo) | Repórter de TV por assinatura | Venceu    | [ 21 ] |
| 2012 | Troféu ACEESP (Associação dos Cronistas Esportivos do Estado de São Paulo) | Repórter de TV por assinatura | Venceu    | [ 22 ] |
| 2014 | Troféu ACEESP (Associação dos Cronistas Esportivos do Estado de São Paulo) | Repórter de TV                | Indicado  | [ 23 ] |
| 2015 | Troféu ACEESP (Associação dos Cronistas Esportivos do Estado de São Paulo) | Repórter de TV por assinatura | Indicado  | [ 24 ] |
| 2016 | Troféu ACEESP (Associação dos Cronistas Esportivos do Estado de São Paulo) | Repórter de TV por assinatura | Indicado  | [ 25 ] |